# Norra Hog
Norra Hog är en bebyggelse öster om Ödsmål i Stenungsunds kommun i Västra Götalands län. SCB avgränsade här 2020, men ej 2023 en småort.